# Anna Carina
Anna Carina Copello Hora (Lima, 14 agosto 1981) è una cantante e personaggio televisivo peruviana.

## Biografia
Anna Carina, all'età di 5 anni, ha partecipato al programma per bambini Nubeluz, e successivamente è stata finalista sia al Festival di Viña del Mar che al Festival OTI de la Canción, dove ha rappresentato la propria nazione. Il suo album in studio d'esordio Algo personal è stato messo in commercio nel 2002 ed è stato susseguito dai dischi Espiral (2005) e AnnaCarinaPop (2010); l'ultimo dei quali è stato supportato da una tournée per il mondo.
Nell'aprile 2011 ha aperto il concerto a Arequipa del tour di Chayanne, mentre due anni più tardi si è aggiudicata l'MTV Europe Music Award al miglior artista America Latina centrale. Carina ha anche conseguito il ruolo di coach a La voz Kids per tre edizioni.

## Discografia

### Album in studio
- 2002 – Algo personal
- 2005 – Espiral
- 2010 – AnnaCarinaPop
- 2011 – Anna Carina y Diego Dibós cantan por Navidad (con Diego Dibós)
- 2015 – Sola y bien acompañada

### Singoli
- 2013 – Me voy contigo
- 2014 – Amándote (feat. Jandy Feliz)
- 2014 – A los 40 (con Diego Dibós)
- 2014 – Hipocresía (feat. Kalimba)
- 2018 – Quiero contigo
- 2019 – Callao
- 2019 – Dónde están (con i ChocQuibTown)
- 2020 – Unidos (con Jaze)
- 2020 – Dame tu cariño (con Gusi)
- 2021 – Nocivo
- 2022 – Sin sentido (con Kalimba)